# Stethynium catulli
Stethynium catulli är en stekelart som beskrevs av Girault 1938. Stethynium catulli ingår i släktet Stethynium och familjen dvärgsteklar. Inga underarter finns listade i Catalogue of Life.